# Alkiphrón
Alkiphrón (ógörögül:  Ἀλκίφρων), (2. század) ókori görög levélíró.
Szíriában működött szónokként. Három könyvnyi (117 vagy 118 darab) levelet hagyott maga után, amelyek képzelt személyekhez vannak intézve, és az élénk, bár mesterkélt attikai stílus jellemzi őket. A levelek anyagukat nagyrészt az attikai újkomédiából, különösen Menandroszból merítik, és halászok, parasztemberek, és élősködő életmódra berendezkedett személyek életviszonyait világítják meg.